# Rorschwihr
Rorschwihr település Franciaországban, Haut-Rhin megyében. Lakosainak száma 366 fő (2022. január 1.). Rorschwihr Bergheim, Saint-Hippolyte és Rodern községekkel határos.

## Népesség
A település népessége az elmúlt években az alábbi módon változott:
| Lakosok száma | 387  | 382  | 385  | 372  | 367  | 371  | 367  | 363  | 366  |
|               | 2013 | 2015 | 2016 | 2017 | 2018 | 2019 | 2020 | 2021 | 2022 |